# Gilles Babinet
Pour les articles homonymes, voir Babinet.
Gilles Babinet, né le 7 mai 1967 à Issy-les-Moulineaux est un entrepreneur français.
Il est coprésident du Conseil national du numérique depuis 2021 et digital champion de la France auprès de la Commission européenne depuis 2013.

## Biographie
Gilles Babinet fréquente l'école Steiner-Waldorf de Verrières-le-Buisson.
Dyslexique, il parvient cependant à créer plusieurs sociétés,,,. En 2000 il crée la plus importante d'entre elles : Musiwap, ultérieurement rebaptisée Musiwave. En janvier 2006, Musiwave est revendue à Openwave (en) pour 139 millions de dollars.
Ancien membre de l’Institut Montaigne, il enseigne à Sciences Po Paris depuis 2018 où il donne un cours intitulé « Numérique et politiques publiques ».

### Affaires publiques
En avril 2011, Gilles Babinet devient le premier président du Conseil national du numérique. Son mandat prend fin en avril 2012.
Le 25 juin 2018, il est nommé vice-président du Conseil national du numérique. Au sein d'un collège de 30 personnes qualifiées, il participe à l'étude des questions relatives au numérique, en particulier les enjeux et les perspectives de la transition numérique de la société, de l'économie, des organisations, de l'action publique et des territoires.
En février 2021, il est nommé co-président du CNNum avec Françoise Mercadal-Delasalles. Le but principal de ce nouveau conseil, passé de 30 à 21 membres, est de s'interroger sur la relation avec le numérique en tant que société, pays et individu[source secondaire souhaitée].

### Digital Champion
Le 25 juin 2012, Gilles Babinet est nommé digital champion par la ministre déléguée au Numérique Fleur Pellerin auprès de Nelly Kroes, la commissaire européenne chargée du numérique et vice-présidente de la Commission européenne. Dans le cadre de sa fonction, il participe notamment aux travaux engagés par le collège pour réformer les tarifs du roaming en Europe.

### Polémique avec la CNIL
Le 26 février 2013, Gilles Babinet accorde une interview au magazine L'Usine nouvelle dans laquelle il déclare que « la CNIL est un ennemi de la Nation » et qu'il faut « soit profondément [la] réformer soit [la] fermer ». Numerama qualifie son discours d'une « rare agressivité » et pointe le lien entre son avis sur les questions de protection de la vie privée à propos desquelles la CNIL s'est engagée et sa société Captain Dash opérant dans le domaine des renseignements marketing sur des consommateurs. Une polémique s'ensuit, entrainant des réactions de soutien à l'autorité administrative indépendante de la part de personnalités issues du monde numérique.

### Publications
- L'Ère Numérique, un nouvel âge de l'humanité, éditions Le Passeur, janvier 2014  (ISBN 2368900675).

- Big Data, penser l'homme et le monde autrement, éditions Le Passeur, février 2015  (ISBN 2368902600).

- Transformation digitale : l'avènement des plateformes, éditions Le Passeur, décembre 2016  (ISBN 2368904867).

- Transformation digitale 2.0, éditions Pearson, juin 2019 (préface)  (ISBN 2744067091).

- Refondre les politiques publiques avec le numérique, éditions Dunod, novembre 2020  (ISBN 2100820761).

- Comment les hippies, Dieu et la science ont inventé internet, éditions Odile Jacob, mai 2023  (ISBN 978-2-415-00642-6).
- Green IA, L'intelligence artificielle au service du climat, éditions Odile Jacob, avril 2024  (ISBN 978-2-4150-0829-1).